# Japán miniszterelnöke

Japán miniszterelnökének hivatalos emblémája

Japán miniszterelnöke (japánul: 内閣総理大臣, átírással: Naikaku szóri daidzsin) a japán alkotmány értelmében a japán politikai rendszer végrehajtó ágának vezetője, az ország kormányának feje. A pozíció jelenlegi birtokosa Isiba Sigeru.

## Kinevezése
A japán alkotmányban foglaltak alapján a miniszterelnököt az Országgyűlés választja meg saját tagjai közül, mely folyamat minden más előtt elsőbbséget élvez. Ha az Országgyűlés két háza, a Képviselőház és a Tanácsosok Háza nem tud megegyezni a miniszterelnök személyéről, a Képviselőház döntése a mérvadó. A jelöltet ezután hivatalosan a császár nevezi ki.

## Feladat- és hatásköre

### Alkotmányos jogkörök
- felügyeli és irányítja a végrehajtói ágat
- kormánya nevében törvényjavaslatokat nyújt be az Országgyűlésnek
- törvényeket és kormányrendeleteket ír alá (a kormány más tagjaival együtt)
- kinevezi és felmenti kormánya tagjait
- engedélyezheti per indítását kormánya tagjai ellen
- kötelessége jelentéseket tenni az Országgyűlésnek a bel- és külkapcsolatokról
- az Országgyűlés kívánságára köteles válaszolni annak kérdéseire és magyarázatot adni lépéseire

### Törvényes jogkörök
- elnököl a kormány ülésein
- a miniszterelnök a Japán Önvédelmi Haderő főparancsnoka
- felülbírálhat közigazgatással kapcsolatos bírósági döntéseket az ok megadása után

## Fordítás
- Ez a szócikk részben vagy egészben  a   Prime Minister of Japan című angol Wikipédia-szócikk fordításán alapul.  Az eredeti cikk szerkesztőit annak laptörténete sorolja fel. Ez a jelzés csupán a megfogalmazás eredetét és a szerzői jogokat jelzi, nem szolgál a cikkben szereplő információk forrásmegjelöléseként.